# Rosthalsad kungsfiskare
Rosthalsad kungsfiskare (Actenoides concretus) är en fågel i familjen kungsfiskare inom ordningen praktfåglar.

## Utseende och läte
Rosthalsad kungsfiskare är en färgglad kungsfiskare, med hos hanen lysande blå ovansida, grön hjässa och orangefärgad undersida. Honan är grön med beigefärgade fläckar där hanen är blå. Breda blå, svarta och orangefärgade strimmor över ansiktet skiljer denna art från andra kungsfiskare i dess utbredningsområde. Lätet är en behaglig men ihållande vissling. 

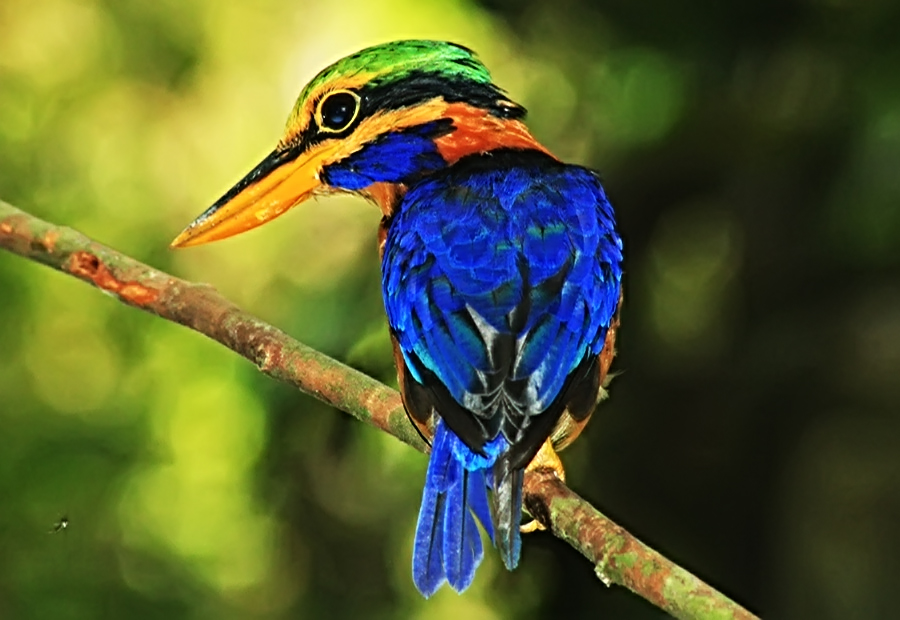
Hane.

## Utbredning och systematik
Rosthalsad kungsfiskare delas in i tre underarter med fföljande utbredning:
- Actenoides concretus concretus: förekommer i södra Myanmar, på Malackahalvön, Sumatra, Bangka och Belitung.
- Actenoides concretus peristephes: förekommer i södra Burma och på halvön Thailand.
- Actenoides concretus borneanus: förekommer på Borneo.

## Status och hot
Arten har ett stort utbredningsområde, men tros minska i antal, dock inte tillräckligt kraftigt för att den ska betraktas som hotad. Internationella naturvårdsunionen IUCN listar arten som livskraftig (LC).